# 西藏货币史

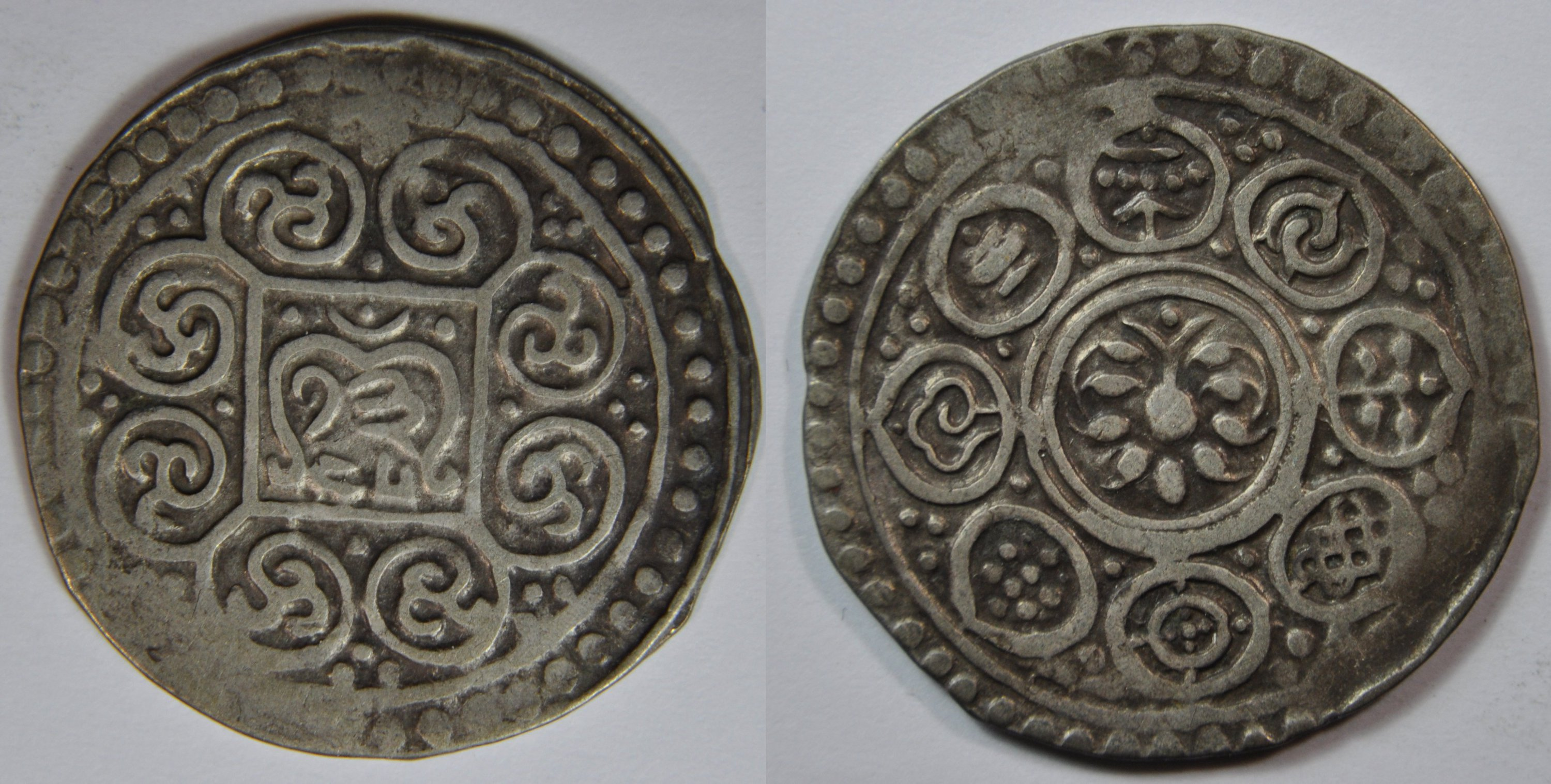
面值1两的西藏银币，左邊中央方塊內是藏文的“13-45”，指藏曆第13饒迥的第45年（公元1791年）

西藏货币史是指在西藏地区流通使用货币的历史。早在新石器时代由于私有财产的产生，货币就随着原始的物物交换开始在西藏萌芽。在吐蕃王朝时期，西藏主要以砂金为货币。在随后的分裂时期，白银越来越重要，西藏进入金银并用时期。元代统治西藏后，随着大量白银的输入，西藏步入银本位时期。16世纪开始，西藏大量使用通过与尼泊尔银钱贸易流入的尼泊尔银币。西藏在1763年及1785年兩度自铸银币，应对尼泊尔银币的短缺。后来由于廓尔喀以银钱贸易问题为由两次入侵西藏，清政府在击退廓尔喀后，詔令西藏自行铸造货币，西藏于1791年开始系统地铸造藏币。藏币铸行之初仅有银币，1909年开始铸行铜币，1911年开始发行纸币，期间还曾短暂发行过金币。除藏币外，从周边地区流入的英印卢比、四川藏洋等也曾在西藏流通。1959年藏區騷亂后，藏币被废止，人民币成为西藏的流通货币。

## 早期历史

### 货币萌芽
新石器时代，青藏高原向父系社会过渡，私有财产出现，具备了进行以物易物的条件，开始出现一些偶发的物物交换。到金石并用时代，物物交换已十分频繁。随着物物交换的增多，度量衡也就随之产生，产生了一般等价物商品交换。西藏历史上的一般等价物有牲畜、贝壳、氆氇、砂金、白银等，其中尤以砂金最为常用。大约公元前360年（聂赤赞普时期），西藏已经进入阶级社会，商品交换与货币开始产生:5。

### 吐蕃时期
松赞干布统一高原，建立了吐蕃王朝，封建庄园制度形成。松赞干布时期，吐蕃进一步加强与中原唐朝、印度、尼婆罗的经济文化往来，商业贸易大幅发展。松赞干布在颁布法律的同时，制定了统一的度量衡制度:17。根据藏文史书《贤者喜宴》记载，黄金在吐蕃时期是最上等的金属，白银次之，铜铁更次。《贤者喜宴》还有松赞干布遣使携带黄金出使天竺和唐朝的记载，以及松赞干布用金粉赏赐他人的记载。《吐蕃大事纪年》中有吐蕃在708年征收黄金税赋的记载。此外，《贤者喜宴》还记载了一种名为“通仄”的货币，据考证“通仄”为汉语“铜子”的译音，有金币和铜币之分，是指流入吐蕃的唐朝货币。由于吐蕃曾占领原属唐朝的河陇地区，当地唐人在吐蕃治下仍使用铜钱。唐朝宫廷有铸造鎏金开元通宝作赏赐的习惯，所以金“通仄”当为吐蕃使者从唐廷带回的。唐朝在大宗贸易中多使用白银，吐蕃受其影响也使用白银。《西藏王统记》《汉藏史籍》中有吐蕃使用金币和银币的记载，但它们可能是从其他地区流入的。这一时期，物物交换仍是吐蕃最重要的交换形式，而金属货币中占有主导地位的始终只有金沙，货币单位则是一些计量金沙的体积单位:17。
由于黄金、白银都是称量货币，所以度量衡在其使用中尤为重要。吐蕃贊普赤祖德贊时，参照印度度量衡制定了吐蕃的度量衡制度，之后藏區长期采取实物税收和物物贸易制度，货币的作用并不显著。盐、谷物、酥油、茶砖、马匹、贝壳都曾作为货币单位使用。谷物计量以120恰为1藏合；6藏合为1藏升（6000粒青稞的容器为1藏升）；20藏升为1官斗，即如克；2官斗加10藏升为1中驮。黄金计量单位为2麻如为1色瓦，20色瓦为1钱（sho），8钱为1两（srang），4两为1普涅。酥油计量单位为120恰为1波，4波为1藏两，20藏两为藏秤1克。

### 分裂时期
877年，吐蕃王朝瓦解，藏區進入分裂割據的時代。分裂时期，诸蕃仍与中原常年贸易，汉藏贸易到宋代时已经具有了相当大的规模，其中尤以茶马互市规模最大。茶马互市是指藏人用马匹、特产在马市换成白银，在购得茶叶等货物运回藏区牟利的贸易。从晚唐到宋代，白银在中原越来越流行，而通过贸易规模进入藏區的白银也越来越多，逐渐成为藏區的一种通用货币，藏區进入了金银并用时期。《西藏王统记》《米拉日八传》和《汤东杰布传》中都有这一时期藏區使用金银的记载。

## 元朝时期
元朝政府设立宣政院管理藏區，并在藏區建立了驿站和兵站。元朝政府通过萨迦政權赏赐给上层僧俗大量白银，调入藏區大量白银，不仅巩固了元朝对该地的统治，而且使白银逐渐取代黄金成为藏區的主要货币，而且由于汉地与藏地同处于元朝的统治之下，两地开始使用相同的度量衡制度。此外，藏區在元代时也和中原一样不仅使用白银，而且同时使用纸钞。从公元十三世纪开始，随着元朝诸帝向藏區诸法王大量赏赐金银作为檀越布施，藏區开始以金银为主要货币。但直至第13饶迥的铁马年（即公元1750年）之前，藏區直接称量天然金银去支付货款、布施僧侣、支付工匠杂役工资，在买卖物品、粮食、甲胄、牲畜时，也以金银支付。譬如本钦释迦桑波修建萨迦寺大神殿、萨迦法王八思巴倡建曲米仁莫大法会、宗喀巴大师倡建拉萨大愿法会、五世达赖喇嘛重修布达拉宫时，都是以称量金银来支付僧侣念经费用和工匠杂役费用的。

## 尼泊尔银币时期
16世紀以前，西藏大宗贸易多使用银锭，但并无辅币，实际使用中有使用碎银，也有物物交换的方式。14世紀至19世紀，西藏的社会稳定，经贸发展，吸引了很多外商，尤以克什米尔人和尼泊尔人居多。在繁荣的对外贸易引来外商的同时，外国货币也流入了西藏，有来自印度、尼泊尔、不丹的银币，来自拉达克的亚乌银币和少量来自英国、葡萄牙、俄罗斯的银币。科奇比哈爾土邦的银币在16世纪時大量流入西藏，但尼瓦爾人於約1590年時取得定居拉薩的特權，從此貿易多半通過尼泊尔進行，尼泊尔银币廣泛流通。:296-297
尼泊尔北部和西藏接壤，双方有着源远流长的经贸往来历史。两地货币的产生都比较晚，所以最初双方交易都是以物易物。尼泊尔最早的货币产生于李查维王朝时期，5世纪末马纳·德瓦（464年-505年在位）统治时开始铸造带有其姓名的钱币。受明清對藏政策的影响，大量白银流入西藏，但不同于漢地大宗交易用银锭，小额交易用铜钱的做法，藏地在小额交易时使用碎银，而缺乏辅币。碎银与流入藏地的外国银币相较，无论是携带还是使用都处于明显的劣势，所以银币开始流行。最初尼泊尔银币是在货物的买卖中流入藏地，后来逐渐演变为西藏用白银购买尼泊尔银币，形成了银钱贸易。

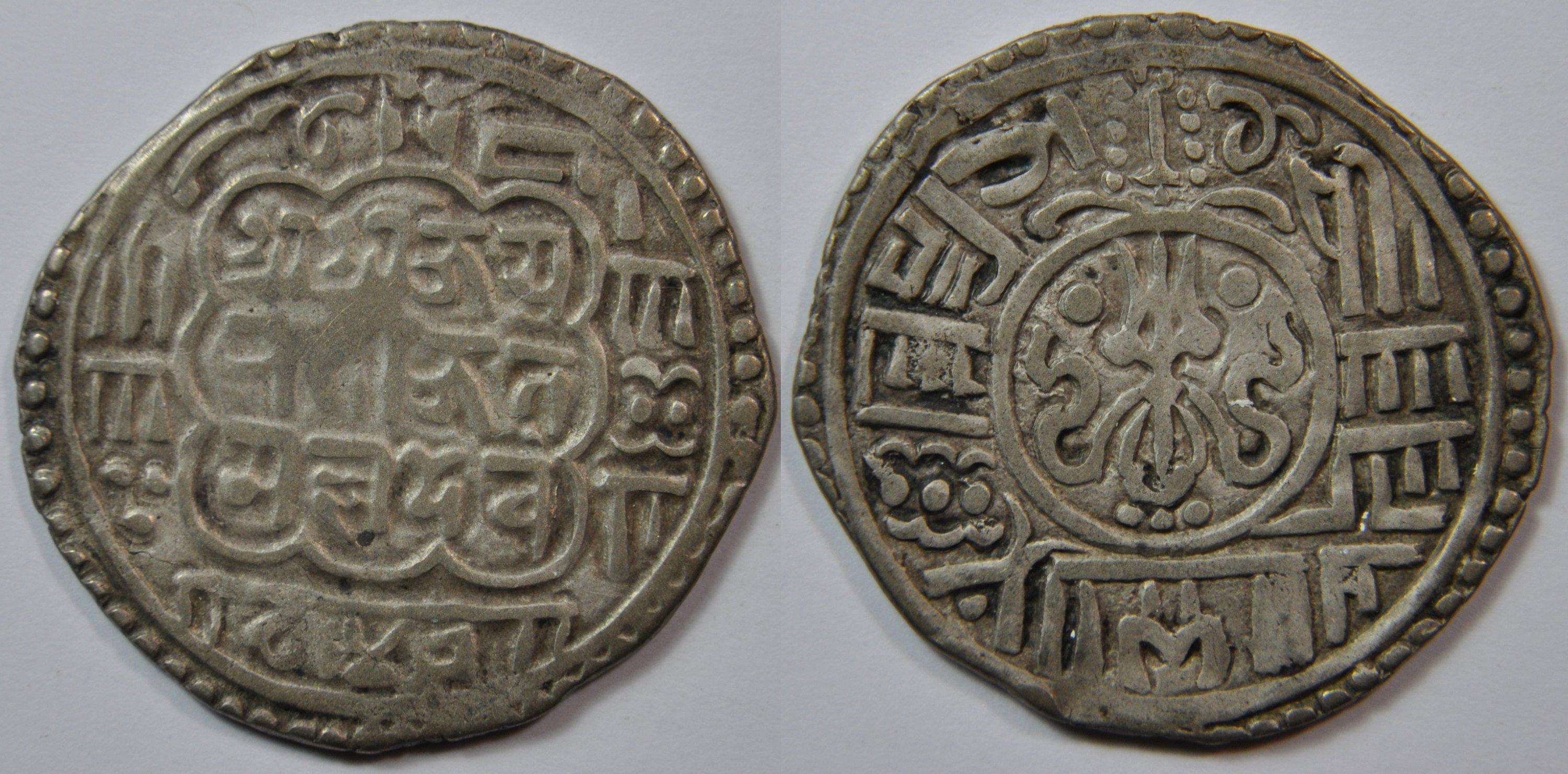
巴德岡的國王拉納吉特·馬拉於1722年鑄造的銀幣

16世纪中叶，西藏的用银制度已经确立，之后藏尼之间官方的银钱贸易也逐步形成，1556年加德满都土王马亨德拉·马拉与西藏缔结了条约，西藏提供白银，向加德满都换取银币，接着加德满都谷地的另外两个尼瓦尔人国家巴德冈和帕坦也相继参与了进来。這三個加德满都谷地的土邦，中文史料依藏語讀音稱為「巴勒布」。1645-50年間，加德满都土王普拉塔普·馬拉派兵入侵西藏，与達賴喇嘛缔约：巴勒布壟斷藏印貿易，不徵關稅；西藏以金、銀支付巴勒布所鑄银币，可以在西藏內部流通。:298

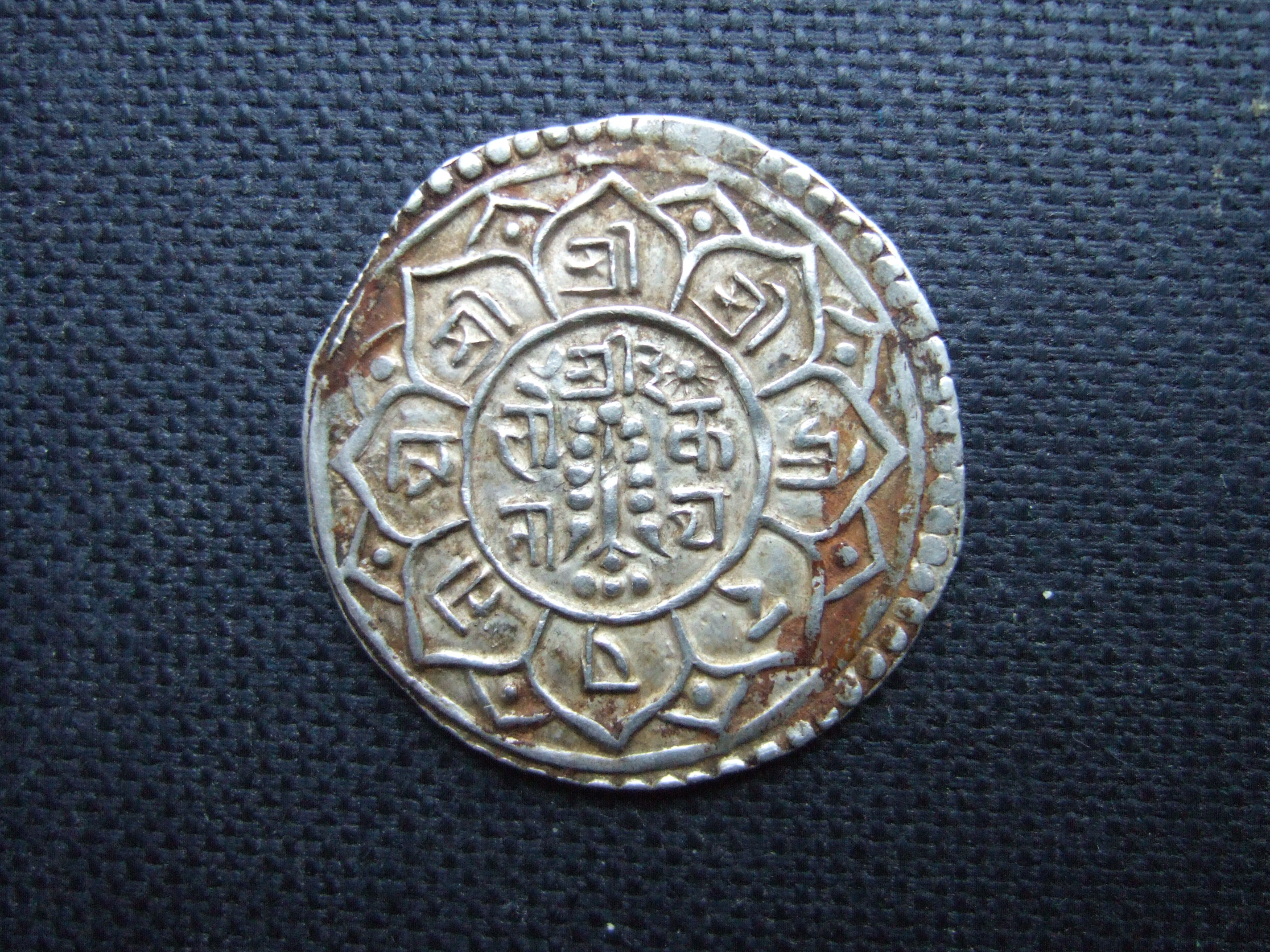
廓爾喀國王博納喇赤於1763铸造的银币

1743年，位于加德满都西部的廓尔喀開始擴張统一尼泊尔。由于三土邦纷争不已和廓尔喀的连年征讨，西藏和巴勒布的银钱贸易曾多次中断。因此，西藏於1763、1764年（乾隆二十八、二十九年）自铸银币。1769年，廓尔喀统一了整个尼泊尔，恢复了与西藏的银钱贸易。廓尔喀改铸純銀新币后，要求新币一圓換含銀近半的舊银币二圓，但過去西藏購買银币不論成色，按面值付銀，西藏不願承受兌換新币造成的損失，造成银币短缺，西藏於是在1785年（乾隆五十年）进行了第二次自铸银币。1788年（乾隆五十三年），廓尔喀以贸易与边界纠纷为由入侵西藏。次年，驻藏大臣及噶厦官员私自与廓尔喀议和，允诺向廓尔喀偿银赎地。后由于西藏拒绝给付承诺的赎金，廓尔喀在1791年再次入侵后藏。清廷在反击廓尔喀的同时，要求西藏自行铸币，禁用尼泊尔银钱，断绝银钱贸易。

## 藏币时期

### 硬币

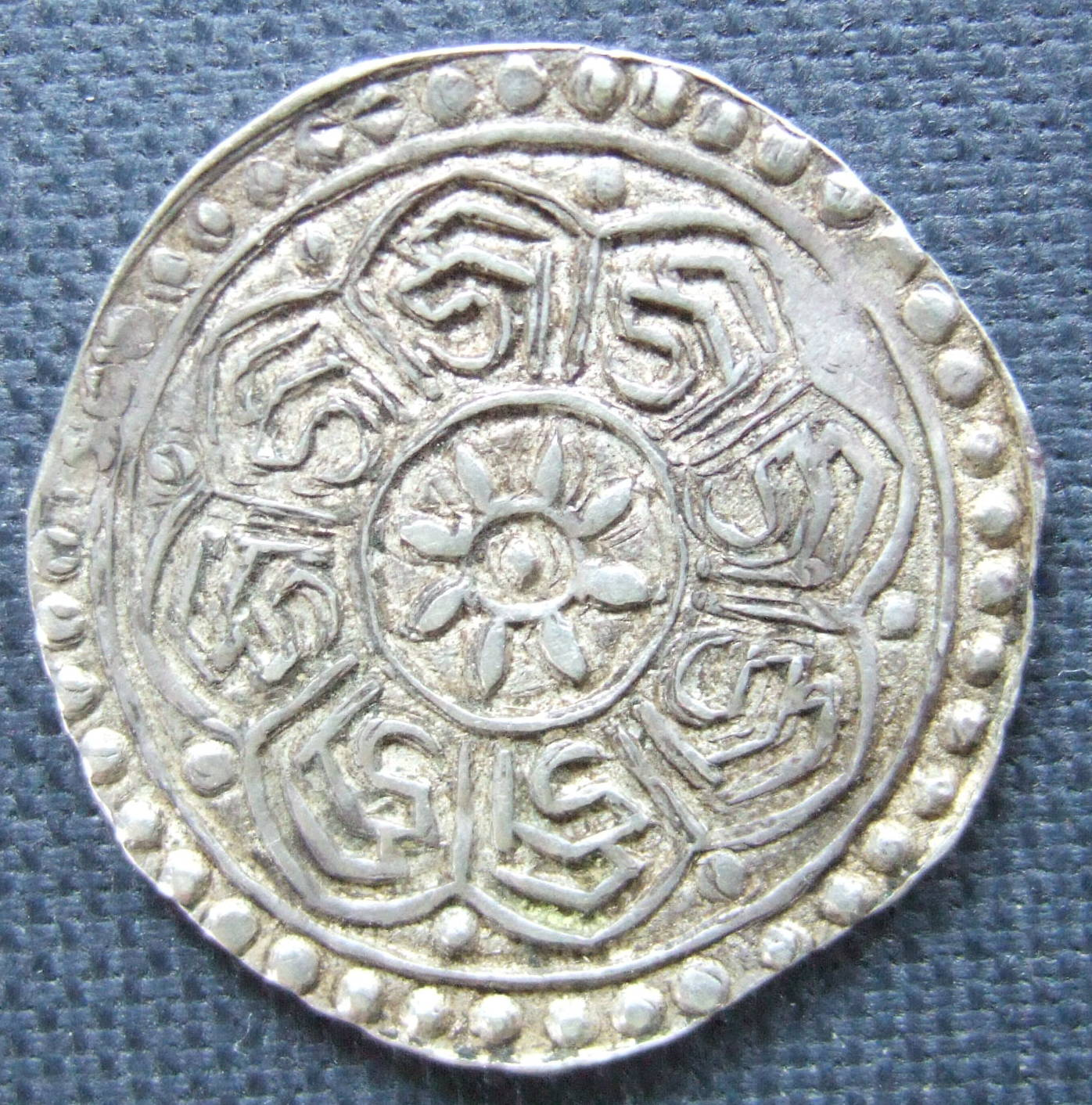
西藏約1763年自铸银币

从十六世纪起，西藏开始流通尼泊尔的银币，音譯章噶（tangka），又譯「章卡」、「唐加」。萨钦·贡噶宁波在萨迦寺的一次大法会上曾散发过90万枚尼泊尔银币的布施，颇罗鼐组建《甘珠尔》和《丹珠尔》雕版工场时曾支付给工匠尼泊尔银币。当时尼泊尔银币以一枚银币折合一钱五分银两的比值流传于市面。
廓尔喀國王博納喇赤在統一戰爭中切断了加德满都、巴德岡和帕坦3个土邦与西藏贸易的通道，從尼泊尔运来的银币数量減少，严重地影响贸易。为了方便贸易，摄政第六世第穆呼圖克圖於1763、1764年鑄造了銀幣。第八世达赖喇嘛於1785年再度鑄造銀幣。
藏历第13饶迥的第46年，即水鼠年（公元1792年），藏政府铸造发行标有“十三·四六”纪年号，并与尼泊尔章噶银币等值流通的藏银章噶币。此后又陆续铸造“十四·二五”、“十五·二四”、“十五·二五”、“十五·四三”等纪年号的银章噶币。为了便于使用，这些银币又切割成价值二分五厘、五分、七分五厘、一钱、一钱二分五厘、对半等零币。后来又陆续铸造了1两、5钱、当十、3两、10两等面额的银章噶币，以及价值为20两纹银的金章噶币。金章噶自15饶迥的火蛇年（1917年起）使用了四年时间就停止流通了。此外还铸造过四分之一分的“低苦”、二分五厘的“一嘴”、五分、七分五厘、一钱、三钱和五钱等几种铜章噶币。
1840年，康區司徒家族發行了一種八思巴文手工打造的章噶銀幣，合銀7.5兩，正反兩面均有藏文轉書為八思巴文的「司徒·格貝扎呀」字樣。

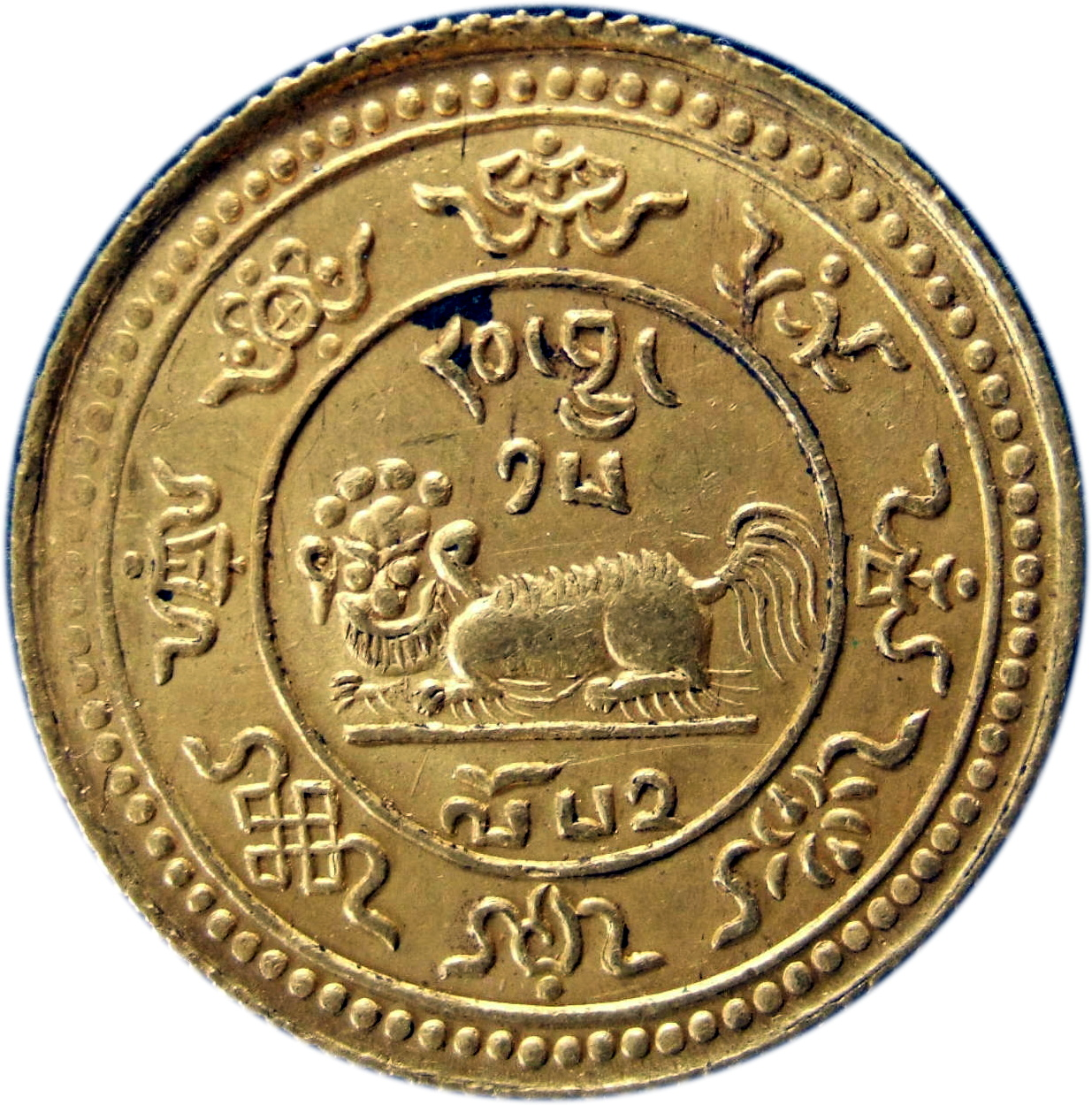
面值20两银子的西藏金币，年号“十五·五二”（1918年）

藏政府大规模铸造银币的场所在拉萨布达拉宫山下的雪城，机器制造总监为木如寺大喇嘛丹增曲扎。1915年设立了隶属于藏军总司令噶伦擦绒巴的“诺兑色章列空”（主管铸造钱币的机构）。从1911年到1922年，采用人力驱动机器的方式铸造了面值5钱的银币和面值20两银子的金币。留学英国的强巴·仁增多吉回到西藏后，在夺底地方建设了水电站，造币厂遂从“雪”城迁往夺底。1931年新建了扎细机械厂（扎细电机列空稀有无边智力金库房），用电力驱动机器铸造银币，印刷纸币，并制造枪炮零件。

### 纸币

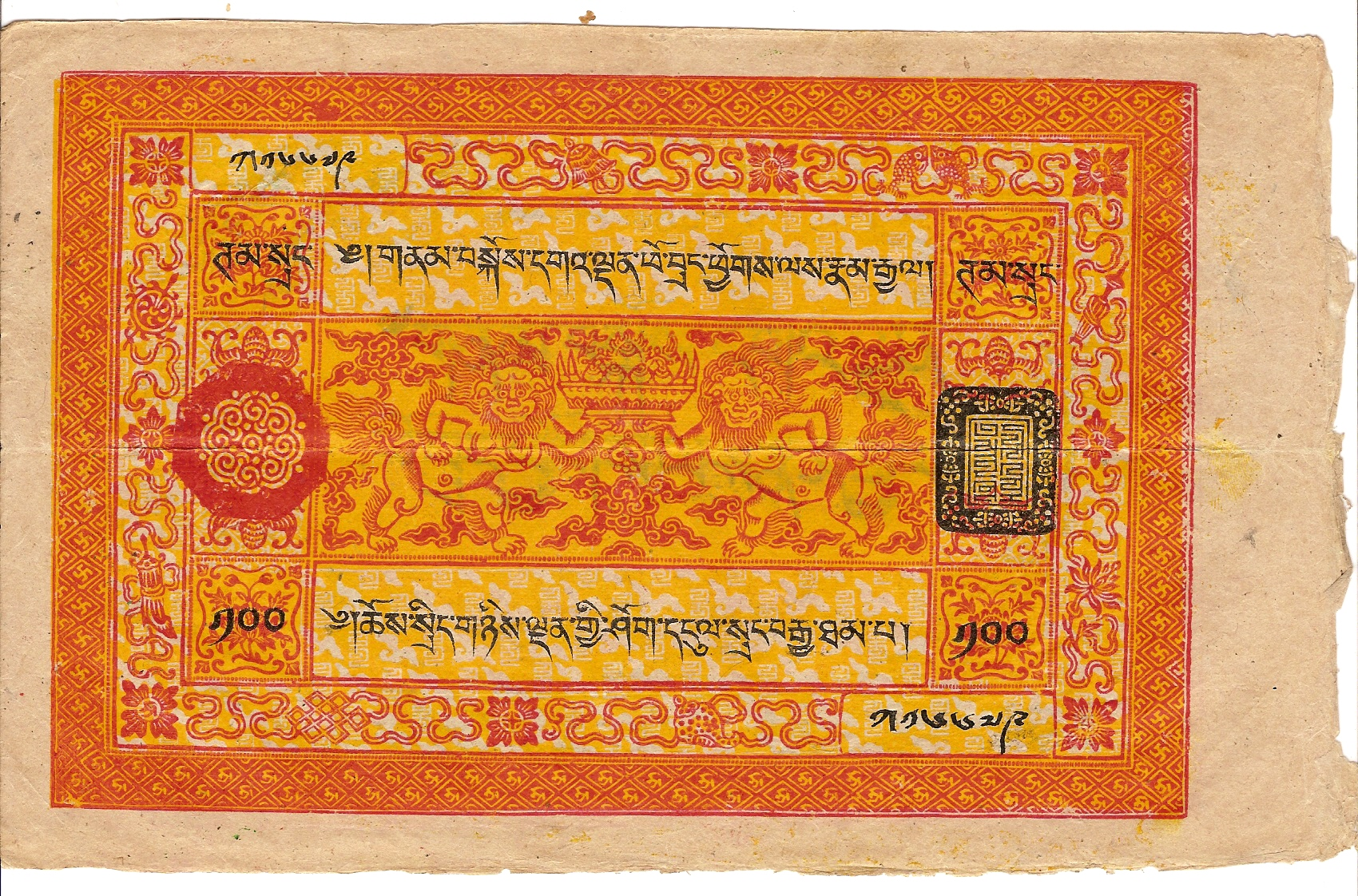
面值为100两的西藏纸币，印刷于1938年

在藏历第15饶迥的第45年，即铁猪年（公元1911年），西藏政府首次印发了纸币。这种纸币在拉萨布达拉宫下面的雪城内造币所内，采用木刻手工印制，用藏纸印刷，纸币上面有“噶丹颇章确勒朗杰”（意为噶丹颇章所向无敌）字样的水印。纸币面额包括5章噶、10章噶、15章噶、25章噶和50章噶，以及面额为一嘴、五分、一钱、一章噶、两章噶和四章噶的邮票。这批纸币的正面图案都是雪山、狮子，以及“雪域大藏国二制政治诞生1659年利乐共宝政教双摄第15饶迥之钞”的字样；背面图案则依面值不同而各有区别:
- 50章噶：天蓝色，背面六长寿图（岩长寿、水长寿、树长寿、人长寿、鸟长寿、兽长寿）
- 25章噶：红黄色，背面为和气四瑞图（大象、猴子、山兔、马鸡）
- 15章噶：深紫色，背面为八瑞物图（镜、酪、长寿茅草、木瓜、右旋白螺、牛黄、黄丹和白芥子）
- 10章噶：红色，背面为八瑞相图（吉祥结、妙莲、宝伞、右旋白螺、金轮、胜幢、宝瓶和金鱼）
- 5章噶：浅绿色，背面为五妙欲供图（铜镜、琵琶、海螺中香水、果实和绫罗，象征供养神佛的色、声、香、味、触五欲）

上述五种纸币均加盖达赖喇嘛的红色印章和银行的黑色关防。
西藏政府派人从印度加尔各答学回机械印币技术后，在第16饶迥的铁羊年（公元1931年）采用胶版印刷法，用朗县金东地方所产的金东纸（一种含有毒素、可防虫蛀的优质纸）印刷了面额为50章噶的彩色钞票，正面为雪山狮子图案，背面图案是虎、狮、鹏龙，以及“政权诞生之1677年，第16饶迥之钞”字样。此后又陆续印刷面额为100两、25两、10两和5两的彩色纸钞。为兑换这些纸钞而储备的黄金准备金为英镑金币，以500枚金币为1箱，共计54箱，存放在布达拉宫的财神库内。藏历火猪年（1948年），由夏格巴·旺秋德丹率领的西藏商务代表团从美国购买了5万盎司（当时约合200万美元）的金锭，与从印度和西藏本地买来的黄金一同存入罗布林卡金库内，作为纸币的准备金。

### 流入货币

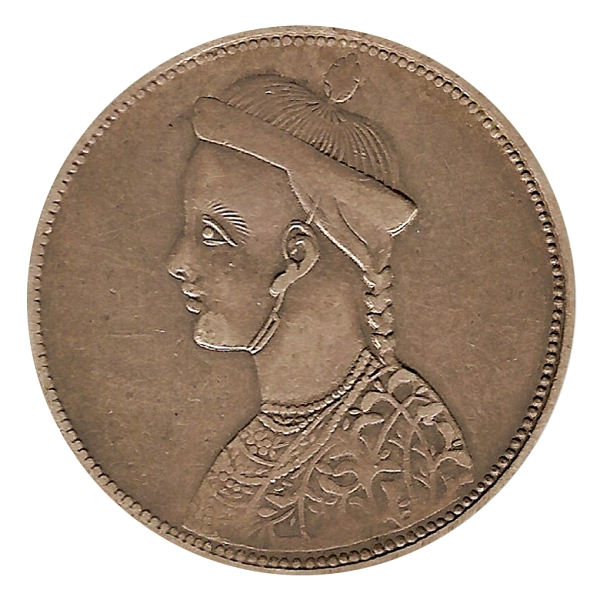
四川藏洋正面

廓藏戰爭後於1856年簽訂藏尼条约，条约第一款規定西藏每年付廓爾喀贖金一萬盧比，這是西藏使用盧比的早期紀錄。1893年《中英藏印續約》簽訂后，西藏開放亞東為商埠，英国东印度公司铸造的卢比银币隨貿易大量進入藏地。印度卢比为机器铸造，正面为英王头像，背面以英文标明币值和铸造年代，并以花边环绕，每元重三钱二分，制造精美、成色稳定，且大小适中便于携带，而当时的藏洋则品质较差，因此卢比很快取代藏币成为卫藏的通行货币。
为应对英印卢比流入造成的白银外流，四川总督岑春煊于光绪廿八年（1902年）开始在成都造币厂仿印度卢比的形状大小轻重铸造了专门在藏区发行的四川藏洋银币。四川藏洋正面为大清光绪皇帝侧面像，背面为花纹环绕着的“四川省造”4个汉字，中央有一横花或立花，花纹与印度卢比相仿，其重量、大小均与印度卢比一致。英国人为保证英印卢比在康藏市场的优势地位，大量倾销英印商品，操纵市场来压低四川藏洋的币值。为此，清廷当局一方面加大宣传，遍贴印度卢比按照三钱二分使用的告示；一方面设立兑换所，要求发薪水、买粮食、纳税等一律强制使用本国货币，将卢比逐步逐出康区，四川藏洋成为普遍通用货币。但在卫藏，四川藏洋并没有取得同样的地位，英印卢比仍是大量流通。

## 人民币时期

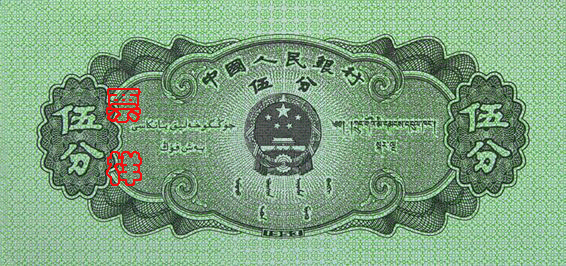
第二套人民币五分纸币，1953年开始发行

1959年藏區騷亂後，中國國務院宣佈解散原西藏政府，1959年8月10日，西藏自治区筹备委员会发出由代理主任委员班禅额尔德尼·确吉坚赞，副主任委员张国华、帕巴拉·格列朗杰、阿沛·阿旺晋美共同签署的《宣告“藏币”作废的布告》，宣布藏币为非法货币，即日起禁止流通，停止使用，由各级地方政府和军事管制委员会以人民币限期收兑，具体收兑时间由各地区自行规定。中国人民银行西藏分行公布了兑换范围和价格，规定人民币1元收兑藏钞50两，7角人民币兑换藏银币1枚，1元人民币兑换藏铜币大的40个、小的200个。到1960年底，西藏各地共收兑藏币约1亿两，合人民币285万元。当时西藏地方的藏币兑换比例为一块银元兑换藏钞15两、或3印度卢比，中国银行1958年汇率规定1印度卢比等于人民币0.522元。
人民币在藏语中称“མི་དམངས་ཤོག་དངུལ།”（藏语拼音：Mimang Xogngü，意为“人民的纸币”），单位元称“སྒོར་”（Gor），角称“སྒོར་ཟུར་”（Gorsur），分称“སྐར་”（Gar）。自第二套人民币开始，人民币票面上便开始印有藏文“中国人民银行”字样。

## 延伸阅读
- Bertsch, Wolfgang.  (PDF). Dharamsala: Library of Tibetan Works & Archives. April 1997  [2024-08-30]. ISBN 978-8186470169. （原始内容存档 (PDF)于2024-09-07）.
- Bertsch, Wolfgang. . Dharamsala: Library of Tibetan Works & Archives. 2002. ISBN 9788186470329 （英语）.
- Bertsch, Wolfgang; Gabrisch, Karl.  (PDF). Oriental Numismatic Society Newsletter.  [March–May, 1991]  [2024-08-25]. （原始内容存档 (PDF)于2024-08-25）.
- Bertsch, Wolfgang.  (PDF). Bulletin of Tibetology, New Series (Gangtok: Director, Namgyal Institute of Tibetology). November 1996, 32 (3): 3–22  [2024-08-25]. （原始内容存档 (PDF)于2024-08-25）. 简明摘要.
- 曹刚. . 四川民族出版社. 1999.
- 陈一石. . 《中国钱币》 (北京: 中国钱币博物馆). 1990年, (第1期(總22期)): 43–50. ISSN 1001-8638.
- Davies, Major H. R. . Cambridge: Cambridge University Press. 1909. ISBN 9781108010795.
- 董文超 (编). . 北京: 中國金融出版社. 1993. ISBN 9789625310015.
- Duhalde, Père Jean Babtiste de la Compagnie de Jésus (1735) Description Géographique, Historique, Chronologique, Politique, et Physique de l’Empire de la Chine et de la Tartarie Chinoise. Enrichie de Cartes Générales & Particulières de ces Pays, de la Carte Génerale et des Cartes Particulières du Thibet, & de la Corée, & ornée d´un grand nombre de Figures de Vignettes gravées en Taille-douce, In Paris at P.G. Lemercier, Imprimeur-Libraire, rue Saint Jacques, au Livre d´Or, 1735 (4 Volumes).
- Gabrisch, Karl: Beiträge zur tibetischen Numismatik I: Die Sichuan Rupien und ihre Varianten. Münstersche Numismatische Zeitschrift, vol. 12, no. 4, 1982, pp. 44–47.
- Mangeot, Sylvain. . New York: Morrow. 1975.
- Morse, Hosea Ballou. . New York: Longmans, Green & Co. 1908.
- Tulku, Mynak R.  (PDF). Bulletin of Tibetology (Gangtok: Director, Namgyal Institute of Tibetology). February 1968, 5 (1): 42–43  [2024-08-26]. （原始内容存档 (PDF)于2024-08-26）. 简明摘要.
- Narbeth, Colin; Snorrason, Gylfi.  (PDF). Vancouver: Geoffrey Flack. 2001  [2024-08-26]. （原始内容存档 (PDF)于2024-09-07）.
- 中国人民银行西藏自治区分行金融研究所. . 《中国钱币》 (北京: 中国钱币博物馆). 1990年, (第1期(總22期)): 29–42. ISSN 1001-8638.
- O'Connor, Lieut.-Colonel Sir Frederick. . London: Hodder & Stoughton. 1940.
- Rhodes, Nicholas G. . The Numismatic Circular (London: Spink & Son). June 1975, 83 (6): 239–240.
- Rhodes, N. G.  (PDF). Occasional Paper. No. 17 (Oriental Numismatic Society). January 1983  [2016-02-03]. （原始内容存档 (PDF)于2012-04-25）.
- Shakabpa, Tsepon Wangchuk Deden. . 由Derek F. Maher翻译. BRILL. 2010年8月27日  [2024年8月27日]. ISBN 9789004177321. （原始内容存档于2024年8月27日）.
  - 內部參考：夏格巴·旺曲德典. . 由劉立千翻译. 中国社会科学院藏学研究中心. 1992年.
- Ernest Herbert Cooper Walsh. . Baptist Mission Press. 1907.
- 王海燕, , 青海人民出版社, 2007, ISBN 978-7-225-02577-3
- 王海燕, , 《中国钱币》 (北京: 中国钱币博物馆), 1990年, (第1期(總22期)): 27–28, ISSN 1001-8638
- 肖怀远. . 民族出版社. 1987  [2024-08-26]. （原始内容存档于2024-08-26）.
- 尹正民. . 西藏人民出版社. 2004. ISBN 978-7-223-01686-5.
- 朱進忠; 次仁平措; Yan Lunzhang. . 拉薩: 中国人民银行西藏自治区分行金融研究所. 1988.
- 朱進忠 & Pu-qiong Ci-ren [Puchung Tsering]: Qian long wu shi nian zao xi zang ga yin bi kao (Examining the Tibetan Silver Tamga, Struck in the 50th year of Qian Long). Zhong guo zang xue (China Tibetology), issue 3, Beijing 1990, pp. 90–92.
- 西藏自治区钱币学会; 王海燕; 王家凤; 张武一; 次仁平措. 朱进忠 , 编. . 北京: 中华书局. 2002. ISBN 9787101033601.
- Ngag-dbang chos-´byor: rDe´u´i rtsis-rig la mkho-re´i byis-pa mgu-ba´i long-gtam. Alter tibetischer Blockdruck einer Abhandlung, verfasst von einem Beamten des Schatzamtes des Kloster Trashilhünpo.

## 外部連結
- Numista藏幣目錄 （页面存档备份，存于）
- Numista藏鈔目錄 （页面存档备份，存于）
- 羅寶士收藏西藏貨幣拍賣目錄：2013年 （页面存档备份，存于），2018年 （页面存档备份，存于）